# Judy Walker
Judy Walker (* um 1940, geborene Judy Smith) ist eine australische Badmintonspielerin. 

## Karriere
Judy Walker wurde 1963 erstmals nationale Meisterin in Australien. Ein weiterer Titelgewinn folgten 1964. Beide Titel gewann sie im Damendoppel. 1968 erkämpfte sie sich noch einmal drei Silbermedaillen. 1965 und 1969 stand sie im australischen Nationalteam für die Whyte Trophy.